# 力造
力造（りきぞう、1978年 - 2020年10月18日）は、日本のゲームデザイナー、ライターである。主にテーブルトークRPG『デモンパラサイト』のサプリメントやリプレイの執筆、『セイクリッド・ドラグーン』のゲームデザインで知られる。ゲーム制作集団「NEW GAME PLUS」前主宰。

## 経歴
2005年、グループSNEに入社。2011年に退社。グループSNEからの独立後、フリーランスのゲームデザイナーとして活躍したのち、2018年よりゲーム制作集団「NEW GAME PLUS」を主宰。また、ゲームサークルベルセルクの初代代表であり、その後は永世名誉会長となった。
2020年6月20日より急性膵炎のため入院。同月30日、精密検査の結果、ステージIIIの膵臓がんと判明していたことを発表した。また、これまでゲーム制作集団「NEW GAME PLUS」の主宰を務めていたが、入院及び長期療養に入るため、主宰をからすば晴に交代したことも併せて発表した。8月15日に退院。手術の結果、膵臓、十二指腸、脾臓、胃の三分の一を切除し、膵臓と十二指腸を失ったことで膵性糖尿病を患う。体力が大幅に落ちため、新作TRPGの制作やイベント参加等は困難であることを報告し、関東から関西へ帰郷して「終活」を行うとした。
10月に関西に帰ったのち、かねてより親交のあった合鴨ひろゆきが代表を務め、関西に拠点を構える合同会社DucQrewsに10月15日付で入社。療養に努めながら作品制作を行う予定であったが、入社から3日後の2020年10月18日21時3分に死去。41歳没。合同会社DucQrewsに入社したことは、10月22日、力造の訃報とともに、合同会社DucQrewsとゲーム制作集団「NEW GAME PLUS」の双方より明かされた。

## 作品リスト
デモンパラサイト関連は北沢と共著のものを除き、すべてデザイナーの北沢が監修を務めている。
- デモンパラサイト上級ルールブック（田中公侍と共著）
  - デモンパラサイト異聞 鬼御魂
  - デモンパラサイトリプレイ（北沢慶と共著、全3巻）
  - デモンパラサイトリプレイ 剣神（全5巻）
- セイクリッド・ドラグーン 〜竜脈に覚醒めし者たち〜
  - アルティメット・ドラグーン 〜竜脈を極めし者たち〜
- 武装伝奇RPG 神我狩
  - 神我狩リプレイ 黒剣のスレイヤー
  - 神我狩 拡張ルールブック 神魂のレクイエム
  - 神我狩 拡張ルールブック ダモクレスの機神
  - 神我狩 拡張ルールブック クロノスの原初神器